# Serranus cabrilla
Serranus cabrilla es una especie de pez perciforme de la familia Serranidae. Se alimenta de otros peces y pequeños invertebrados.

## Distribución
Se encuentra en el este del océano Atlántico desde las islas británicas hasta el cabo de Buena Esperanza (Sudáfrica), incluyendo las islas Azores, Madeira y las islas Canarias. También se encuentra en el mar Mediterráneo, el oeste del mar Negro y posiblemente en el mar Rojo.

## Galería de imágenes

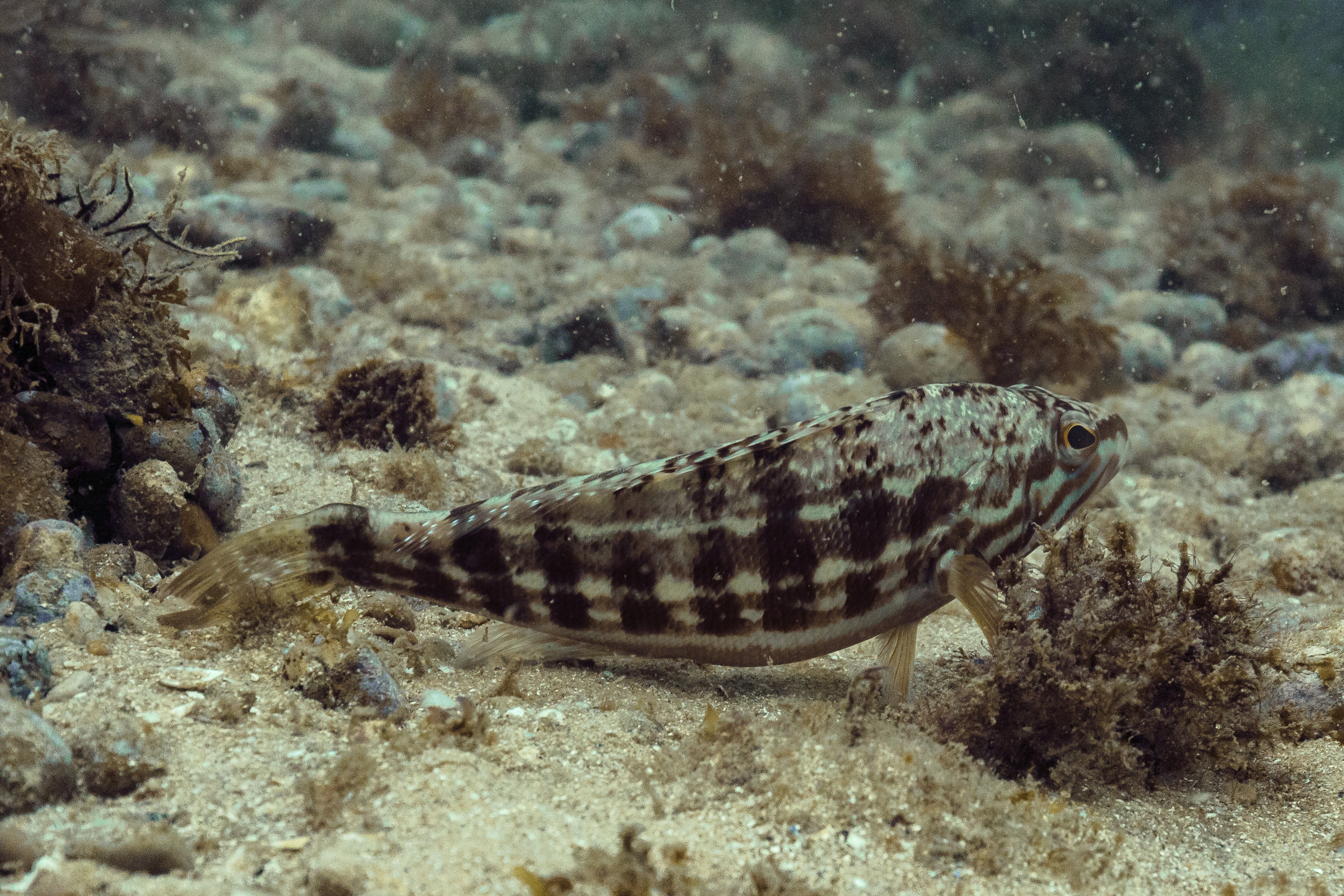
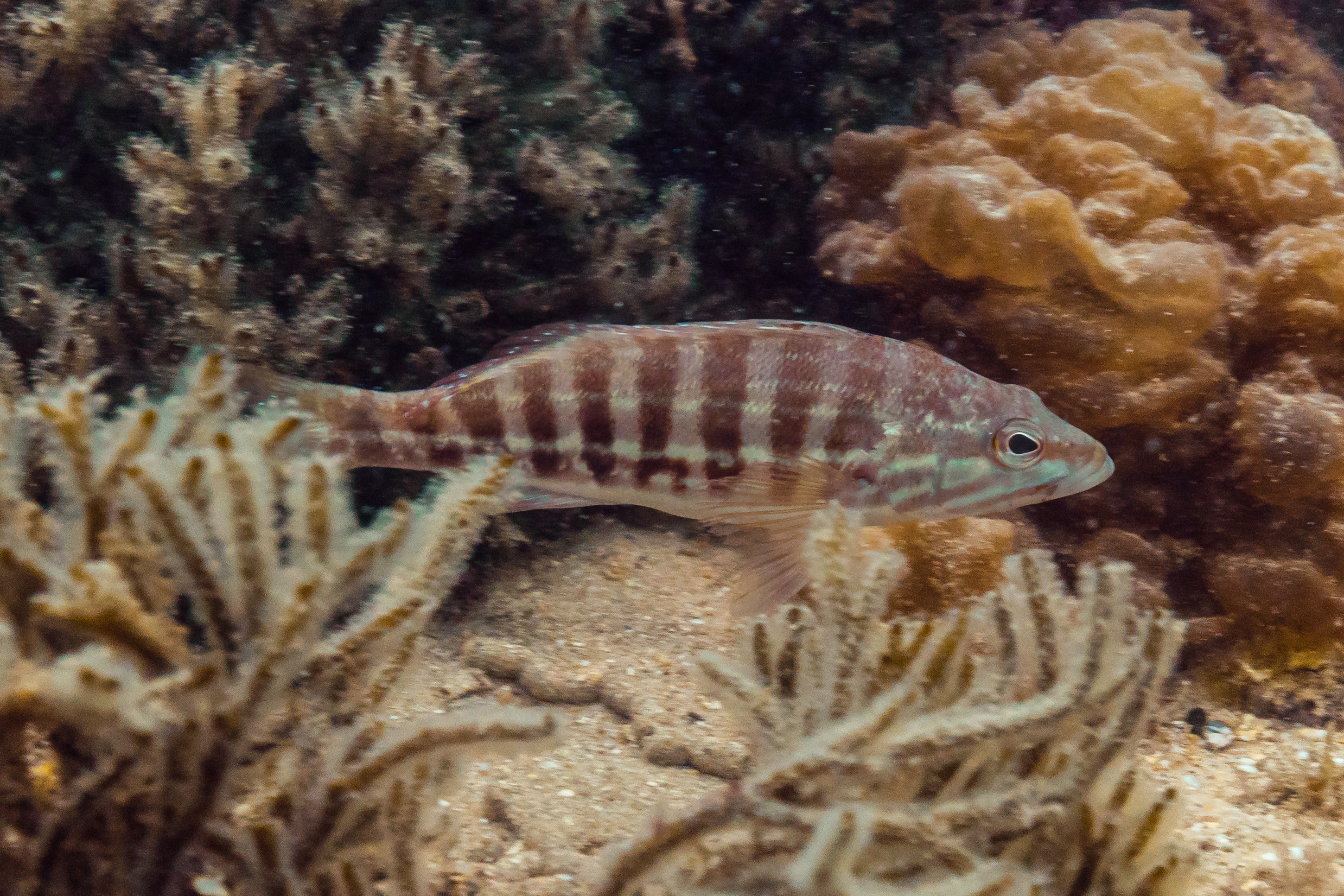
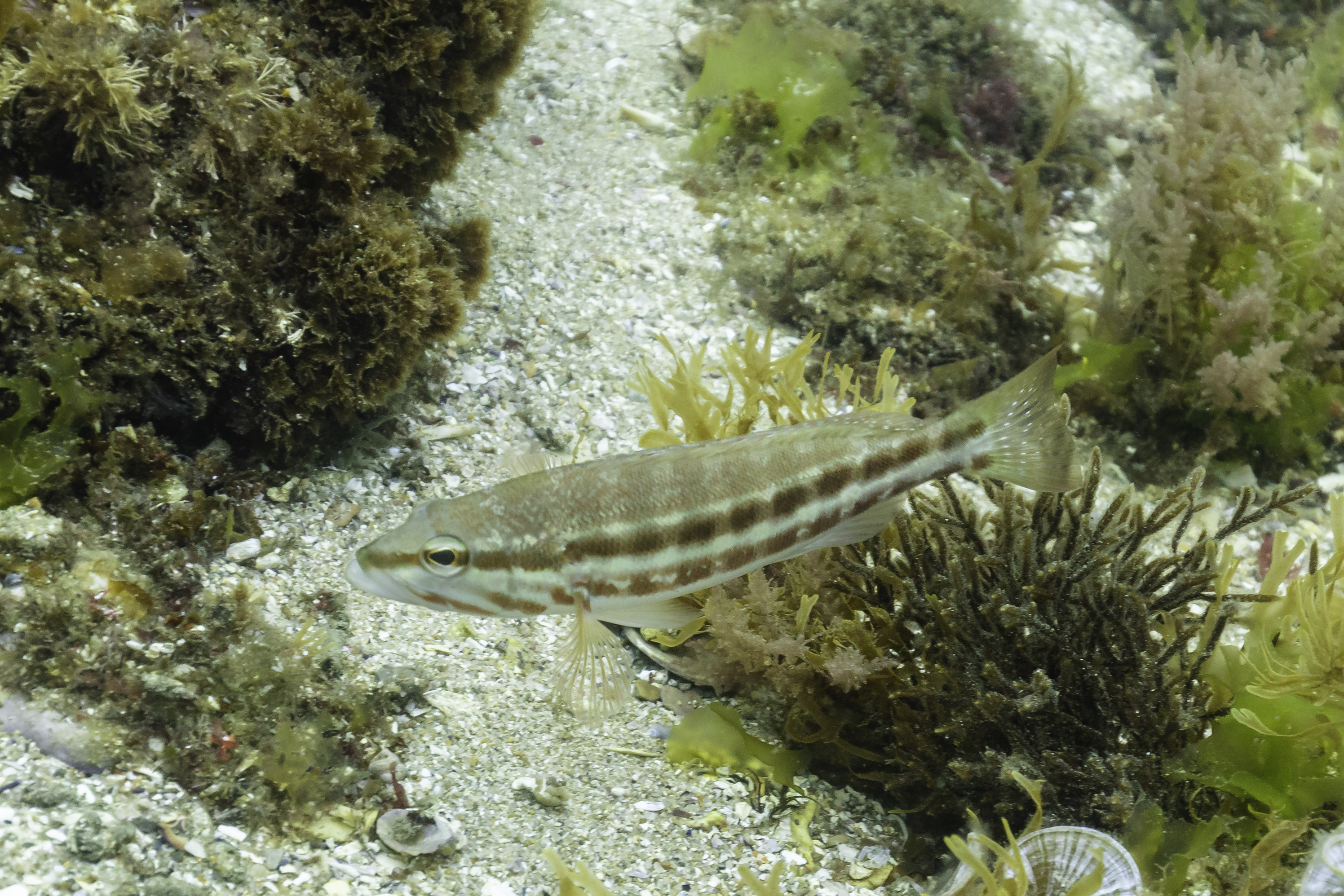
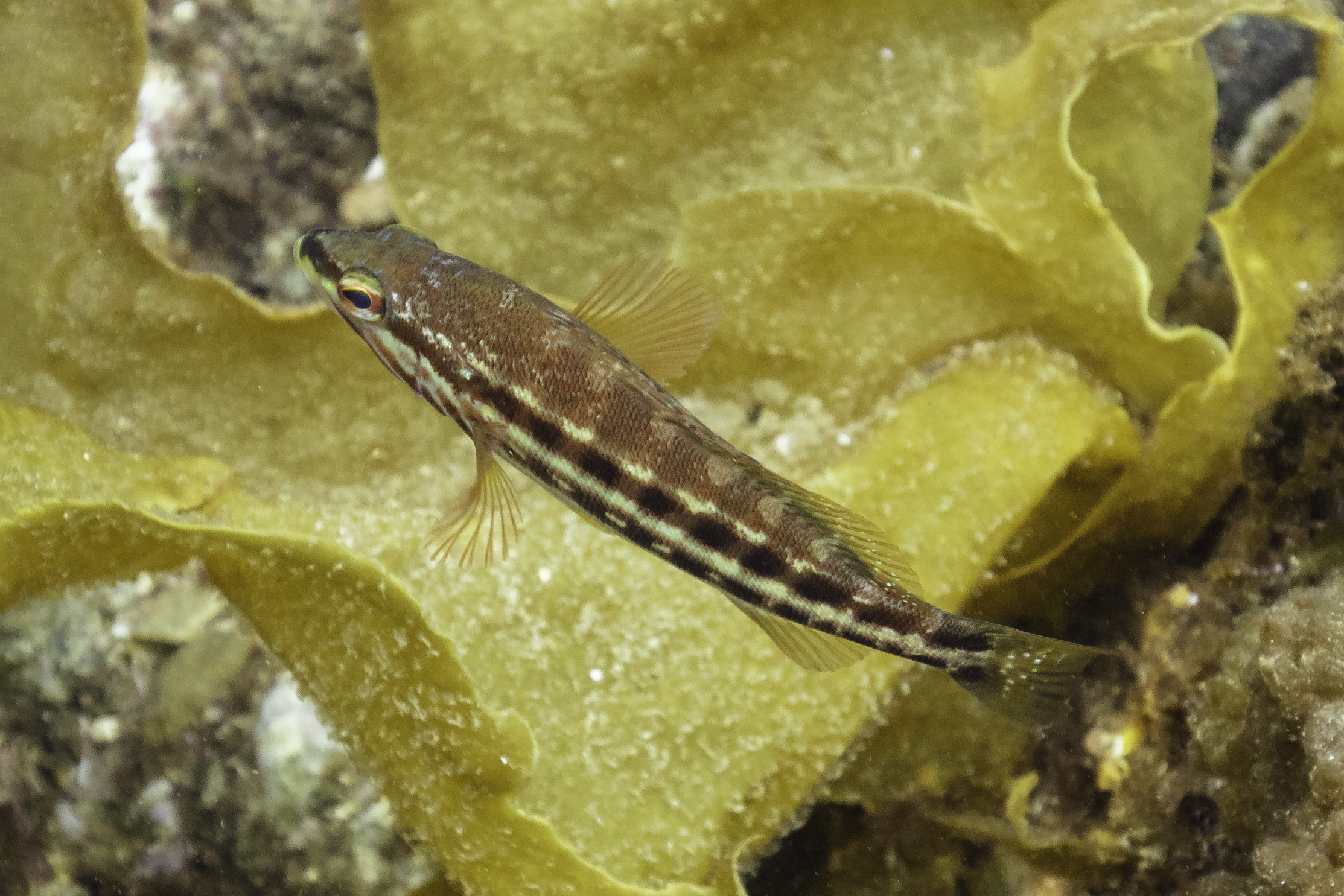
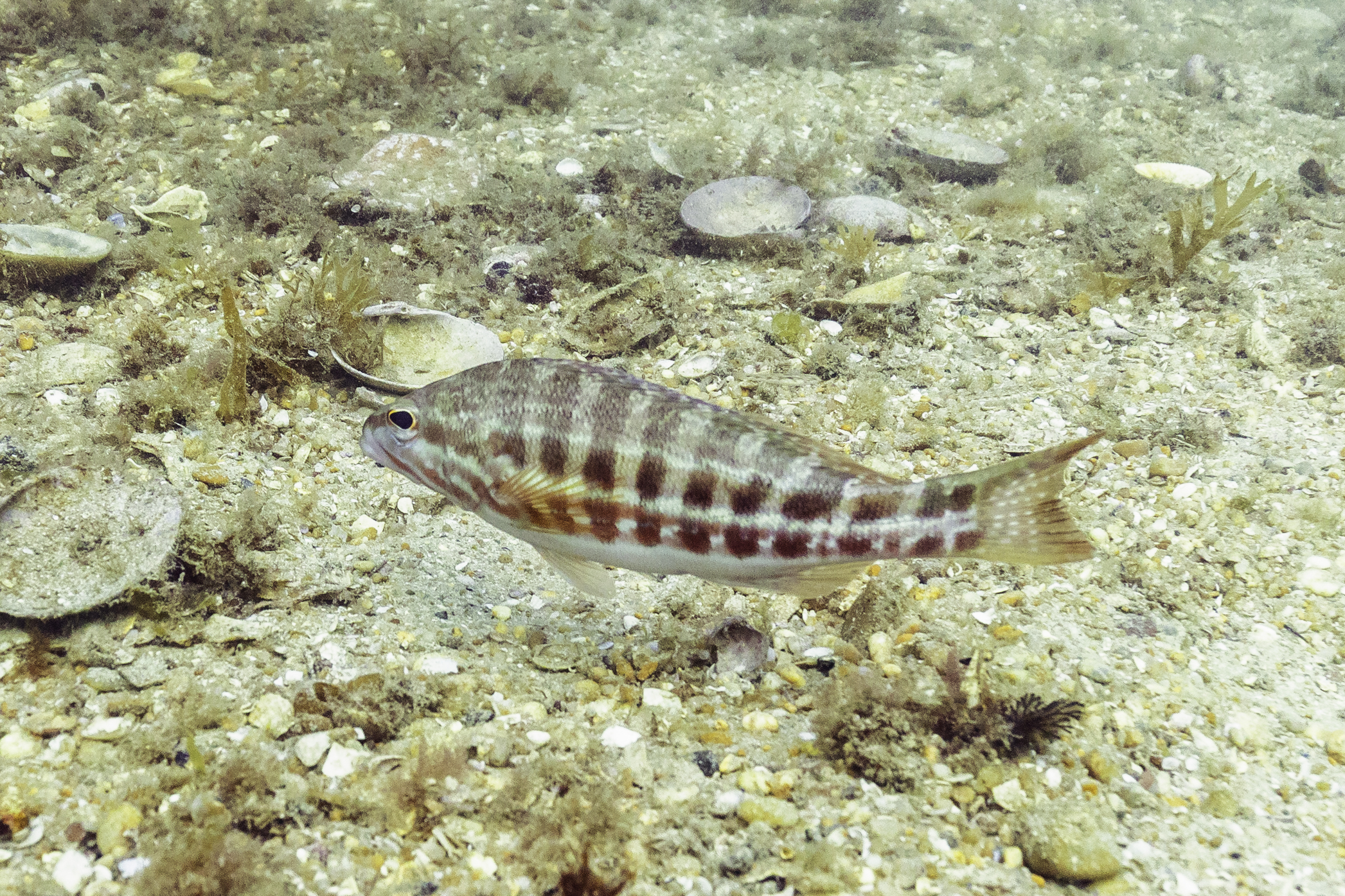
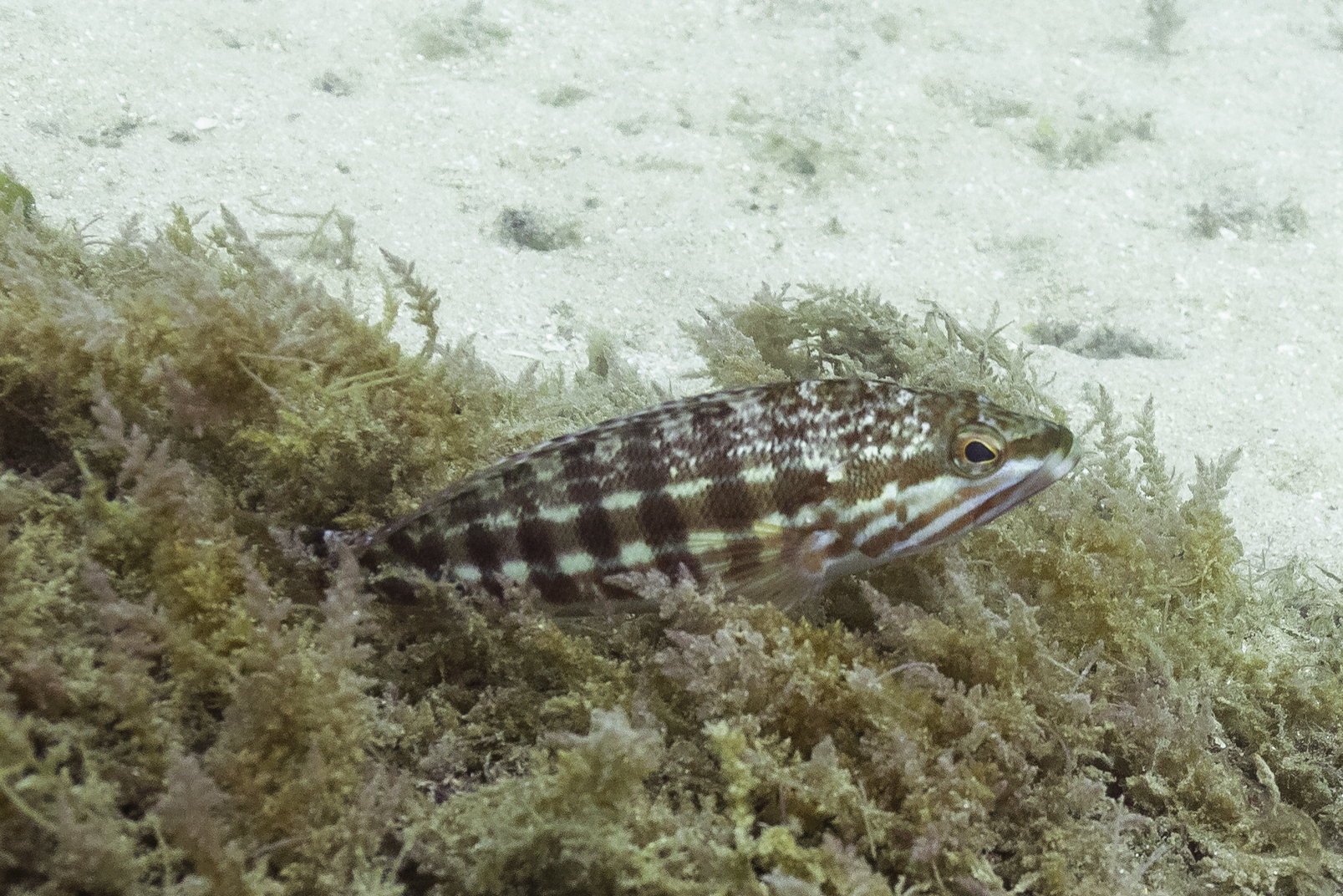